# 祝富
祝富（15世紀—16世紀），字堯臣，南直隸廬州府舒城縣人，明朝政治人物。

## 生平
祝富是洪武二十一年進士祝淵之孫，成化十三年（1477年）中式應天鄉試舉人，成化十四年（1478年）會試中副榜第一，授伊陽教諭，三次分考鄉試，陞國子監學正，外調伊王府左長史，持平而悉心輔導皇族，當時有宗室忤逆伊王，他力為辯解，以正直聲譽獲朝廷晉四品階錫和誥命，任期長達二十多年，到明世宗得詔進官嘉議大夫錫、正三品誥服致仕，著有《默庵集》流傳，死後葬在縣西南打石山後，入祀鄉賢祠。

## 引用
1. 1 2  光緒《續修舒城縣志·卷三十六·人物志》：祝富，字堯臣，博學工詩，成化戊戌會試乙榜第一，除伊陽教諭，三校省闈，由國子學正遷伊府長史，建議持正，悉心輔導，時宗室有以事忤王者，力為辯解，以直聞於朝晉四品階錫誥命，以優異之，厯任二十餘年，肅帝時詔進嘉議大夫錫正三品誥服致仕，著有《默庵集》，卒祀鄉賢 江南通志文苑舊志名臣。
2. ↑  光緒《續修舒城縣志·卷三十·選舉志二》：進士……明……（成化）十四年戊戌附乙榜第一 祝富 淵孫，官伊府長史，傳見文苑，舊志有傳無表，今從通志，府志列進士表……舉人……明……（成化）十三年丁酉科 祝富 見進士乙榜
3. ↑  四庫全書《江南通志·卷四十二·輿地志》：左長史祝富墓在舒城縣西南打石山後